# Kojima Productions
A Kojima Productions Co., Ltd. (japánul: 小島プロダクション) egy videójátékfejlesztő stúdió, melyet a videójátéktervező Kodzsima Hideo, a Metal Gear sorozat megalkotója alapított, 2005-ben. Eredetileg Tokióban, a Konami leányvállalataként jött létre. 2005-ben még csak 100 alkalmazottjuk volt, de a Metal Gear Solid 4: Guns of patriot gyártásán már több mint 200-an dolgoztak. 2015-ben a Kojima Productions ideiglenesen feloszlott, a Konami strukturális átalakításai miatt. 2015 decemberében Kodzsima szerződése a Konamival végleg megszűnt, ezután újraindította a céget, független stúdióként.

## Történet

### A Konami alatt

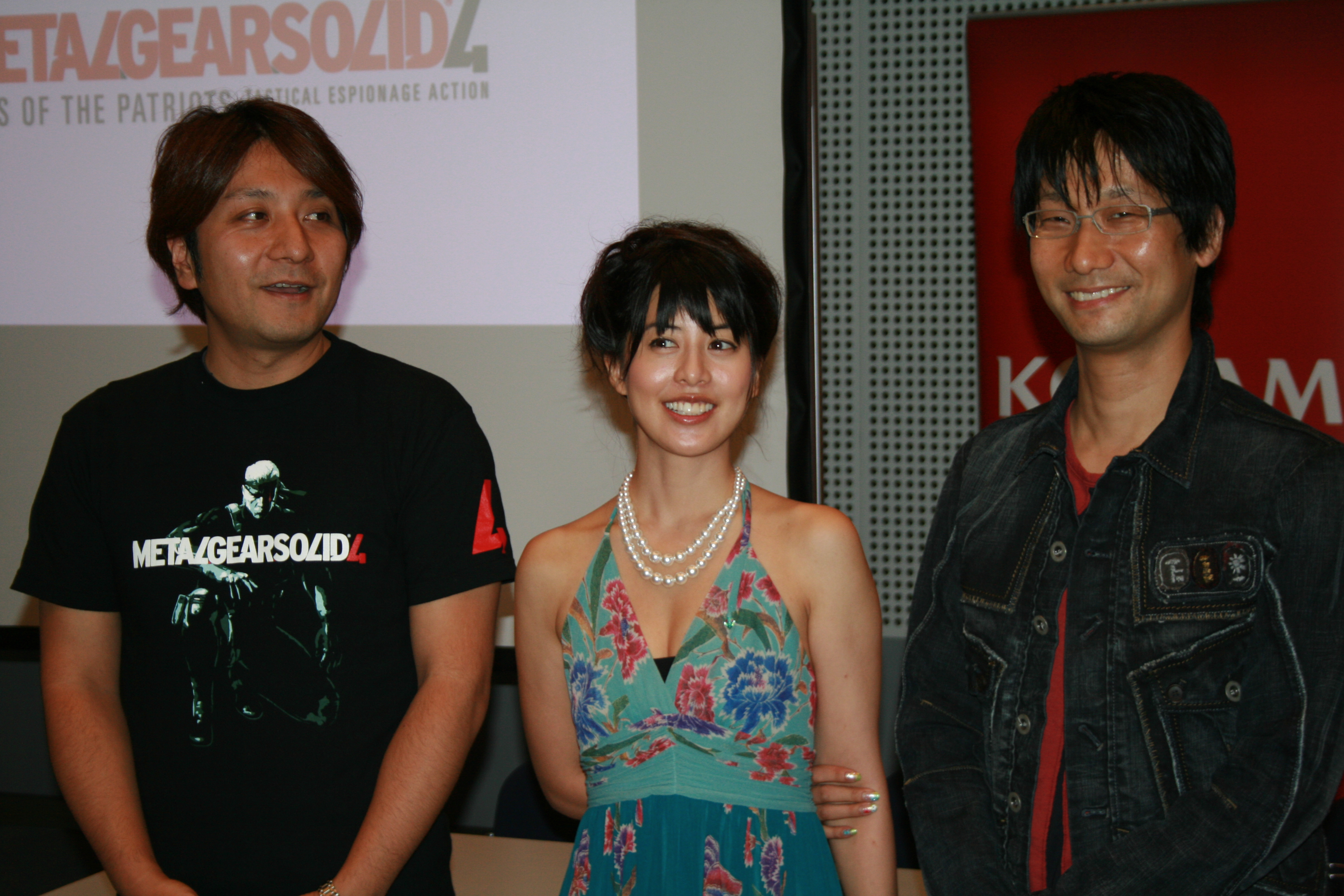
Imaizumi Kenicsiro (producer), Kikucsi Jumi (modell) és Kodzsima Hideo a Metal Gear Solid 4 2007-es bemutatóján.

A stúdió 2005. április 1-én alakult meg, miután a Konami beolvasztotta néhány leányvállalatát, beleértve Kodzsima csapatát is, a KCEJ-be (Konami Computer Entertainment Japan). Kodzsima azt mondta, ez az összefonódás felmentette az iroda adminisztrációs feladatai alól, melyek a KCEJ alelnökeként hátráltatták a játéktervezésben, így viszont, a Kojima Productions fejeként tud végre a játékkészítésre koncentrálni.

Így fogalmazott, „Mikor készítőként azt mondom, 'szeretnék készíteni egy új játékot', ugyanaz történik, mint húsz évvel ezelőtt. Mindenki azt kérdi, 'venni fogják?', 'jó lesz?'. Senki sem tudja megjósolni, hogy egy játék azonnal fog ütni vagy sem. És most nem csak a felsővezetőkről beszélek, hanem a fejlesztőcsapatról is. Ez az én kihívásom, ez éltet, őket nem érdekli az, ami nem hoz azonnal profitot, így annyit se tudnak mondani, hogy 'amúgy jó ötlet.' Ha bejelentem, hogy szeretnék új játékot tervezni, negatív kritikával illetnek vagy azt mondják, 'nem értjük miről beszélsz.' Na, akkor jön az igazán mókás része a történetnek.”

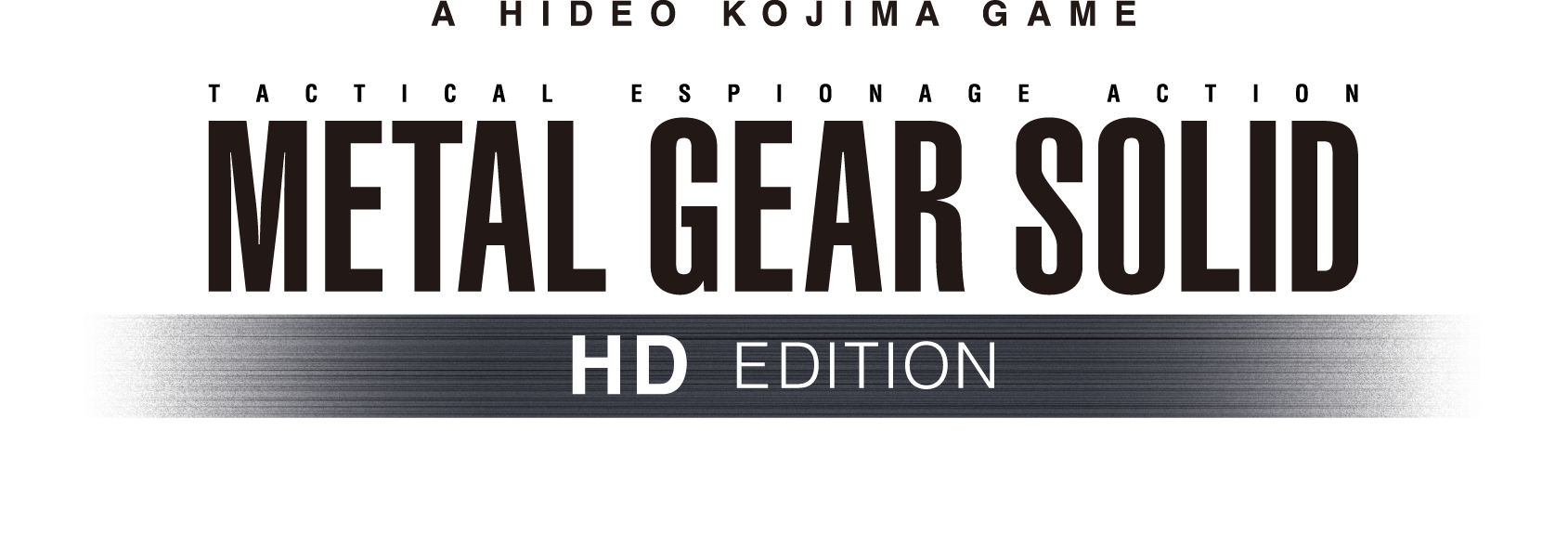

A cég befejezte és kiadta a Metal Gear Solid: HD Collection-t, ami tartalmazta a Metal Gear Solid 2, 3 és Peace Walker játékokat. Nintendo 3DS-re kiadták az eredeti Metal Gear Solid 3: Snake Eater portolt változatát (Metal Gear Solid: Snake Eater 3D). 2014 elején kiadták a Metal Gear Solid V: Ground Zeroes-t, a Metal Gear Solid V: The Phantom Pain előzeteseként, ami 2015-ben jelent meg.

### Szétszakadás
2015. március 16-án a Konami bejelentette, hogy átalakítja videójátékfejlesztési részlegét. Ugyanazon a napon Kodzsimától és a Kojima Productionstól elvették a Metal Gear sorozathoz kapcsolódó weboldalakat és promóciós anyagokat, Kodzsima Los Angeles-i stúdióját átnevezték Konami Los Angeles Studiora, új Metal Gear Solid Twitter profilt hoztak létre saját felhasználónevük alatt, valamint a Kojima Productions weboldal átirányította látogatóit a Metal Gear Solid weboldalra, Kodzsima pedig posztolt egy képet saját twitterére „elindultunk” címmel. 2015. április elsején már nem volt ott a Konami vezetőinek listáján. A fenti események tükrében Kodzsima úgy döntött, a The Phantom Pain kiadása után (amit a Metal Gear sorozat befejezésének szánt) elhagyja a céget. 

Március 19-én, egy nevét eltitkoló alkalmazott a Gamespotnak azt nyilatkozta, mindez a Kodzsima és a Konami közt kialakult konfliktus eredménye. Kodzsimát és csapatát lényegében úgy kezelték, mintha nem is alkalmazottak, csak szerződéses munkavállalók volnának, és megvonták tőlük a céges e-mailjeikhez és telefonokhoz való hozzáférést. Kodzsima és a stúdió vezetői pedig úgy döntöttek, ha szerződésük lejár, és kiadták a The Phantom Paint, otthagyják a Konamit . A Konami szóvivője tagadta, hogy Kodzsimával elválnának útjaik, azt állította, a kapcsolat megmarad mind a céggel, mind a Metal Gear franchise-zal.
Március 20-án a Konami weboldalán közzétett nyilatkozatában leírta, hogy Kodzsima marad a cégnél, a The Phantom Pain befejezéséig, illetve, hogy új csapatot keresnek a Metal Gear játékok fejlesztéséhez. Kodzsima ezt megerősítve hozzáfűzte, 100%-ig részt vesz a The Phantom Pain elkészítésében, és élete egyik legjobb játékát akarja megrendezni. Donna Burke, az MGS V szinkronszínésze egy Twitter bejegyzésében azt írta, Kodzsimát valójában kirúgták, amit a Konami tagadott, és végül Burke is posztolt egy helyesbítést.
Július 10-én Akio Ōtsuka, Solid Snake és Naked Snake japán szinkronhangja kiírta Twitterre, hogy a Kojima Productions bezárta kapuit, és semmilyen jövőbeli projektben nem működnek együtt a Konamival.
December 15-én, a 2015-ös The Game Awardson 'Az év fejlesztője' díjra jelölték a Kojima Productions-t, azonban alulmaradtak a CD Projekt RED-del szemben. A Konami ügyvédei eltiltották Koijimát a díjátadótól, így Kiefer Sutherland szinkronszínész vette át a The Phantom Painnek ítélt 'Legjobb akció/kalandjáték' díjat.

### Függetlenedés
2015. December 16-án, egy a Sony Computer Entertainmenttel közösen kiadott közleményben Kodzsima bejelentette, hogy a Kojima Productions független stúdióként fog megalakulni, olyan korábbi Konami tagokkal, mint Sinkava Jodzsi, művész vagy a producer, Imaizumi Kenicsiro, és az új franchise első játéka PlayStation 4 exkluzív lesz, majd a 2016-os E3 előtti Sony konferencián bemutatta a Death Strandinget.

## Játékok

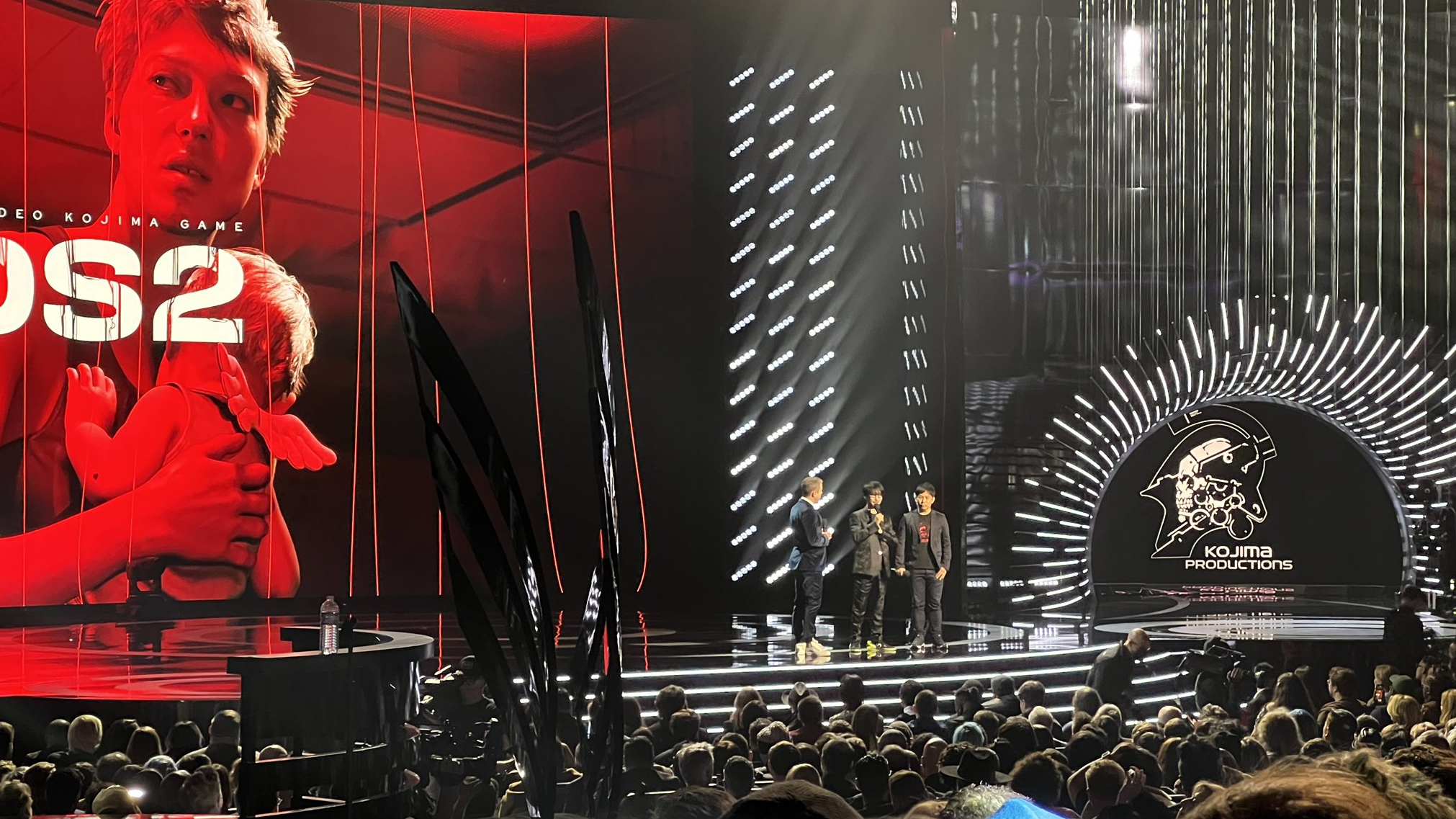
Bejelentik a Death Stranding 2-t, a 2022-es Game Awardson

Noha Kodzsima 1987 óta készített játékokat a Konaminál, a Kojima Productions csak 2005-ben alakult meg. 2015-ig a Kojima Productions minden játékát a Konami adta ki.
Kojima Productions előttiek (Konami / KCEJ)
| Év   | Cím                                 | Platformok                             | Megjegyzések |
| ---- | ----------------------------------- | -------------------------------------- | --- |
| 1987 | Metal Gear                          | MSX2                                   | Japánban és Európában adták ki. |
| 1988 | Snatcher                            | MSX2, PC-8801                          | |
| 1990 | SD Snatcher                         | MSX2                                   | |
| 1990 | Metal Gear 2: Solid Snake           | MSX2                                   | |
| 1992 | Snatcher CD-ROMantic                | PC Engine                              | Az eredeti Snatcher újraalkotása bővített véggel és szinkronnal. A tengerentúli piac miatt átportolták Sega CD-re.                                                                                             |
| 1994 | Policenauts                         | PC-9801, 3DO, PlayStation, Sega Saturn | |
| 1998 | Metal Gear Solid                    | PlayStation                            | Az első Kodzsima-játék, amit a Konami Computer Entertainment Japan leányvállalata fejlesztett. |
| 1999 | Metal Gear Solid: Integral          | PlayStation, Microsoft Windows         | A Metal Gear Solid bővített változata, egy harmadik lemezzel, amin bónusz küldetések vannak. Észak-Amerikában Metal Gear Solid: VR Missionsként, PAL régióban Metal Gear Solid: Special Missionsként adták ki. |
| 2000 | Metal Gear: Ghost Babel             | Game Boy Color                         | |
| 2001 | Zone of the Enders                  | PlayStation 2                          | |
| 2001 | Metal Gear Solid 2: Sons of Liberty | PlayStation 2                          | |
| 2002 | The Document of Metal Gear Solid 2  | PlayStation 2                          | |
| 2002 | Metal Gear Solid 2: Substance       | PlayStation 2, Xbox, Microsoft Windows | |
| 2003 | Zone of the Enders: The 2nd Runner  | PlayStation 2                          | |
| 2003 | Boktai                              | Game Boy Advance                       | |
| 2004 | Metal Gear Solid: The Twin Snakes   | GameCube                               | Silicon Knights-szal együttműködésben. |
| 2004 | Boktai 2: Solar Boy Django          | Game Boy Advance                       | |
| 2004 | Metal Gear Acid                     | PlayStation Portable                   | |
| 2004 | Metal Gear Solid 3: Snake Eater     | PlayStation 2                          | |

Kojima Productions (a Konami leányvállalataként)
| Év   | Cím                                      | Platformok                                                          | Megjegyzések |
| ---- | ---------------------------------------- | ------------------------------------------------------------------- | --- |
| 2005 | Shin Bokura no Taiyō: Gyakushu no Sabata | Game Boy Advance                                                    | Boktai sorozat harmadik játékát, csak Japánban adták ki. Más néven Boktai 3: Sabata's Counterattack.                                                                         |
| 2005 | Metal Gear Acid 2                        | PlayStation Portable                                                | |
| 2005 | Metal Gear Solid 3: Subsistence          | PlayStation 2                                                       | |
| 2006 | Kabushiki Baibai Trainer Kabutore        | Nintendo DS                                                         | |
| 2006 | Metal Gear Solid: Digital Graphic Novel  | PlayStation Portable                                                | |
| 2006 | Metal Gear Solid: Portable Ops           | PlayStation Portable                                                | |
| 2007 | Lunar Knights                            | Nintendo DS                                                         | A Boktai sorozat negyedik része, melyet átneveztek a tengerentúli piac számára.                                                                                              |
| 2007 | Metal Gear Solid: Portable Ops Plus      | PlayStation Portable                                                | |
| 2008 | Metal Gear Solid 4: Guns of the Patriots | PlayStation 3                                                       | |
| 2008 | Metal Gear Online                        | PlayStation 3                                                       | |
| 2009 | Gaitame Baibai Trainer: Kabutore FX      | Nintendo DS                                                         | |
| 2009 | Metal Gear Solid Touch                   | iOS                                                                 | |
| 2010 | Metal Gear Solid: Peace Walker           | PlayStation Portable                                                | |
| 2010 | Castlevania: Lords of Shadow             | Microsoft Windows, PlayStation 3, Xbox 360                          | A Mercury Streammel együttműködésben. |
| 2011 | Metal Gear Solid HD Collection           | PlayStation 3, PlayStation Vita, Xbox 360                           | MGS2, MGS3 és a Peace Walker HD átirata. A Vita verzióban csak a MGS2 és a MGS3 van benne. Japánban a Peace Walker külön került a boltok polcaira.(Xbox 360, Playstation 3). |
| 2012 | Metal Gear Solid: Snake Eater 3D         | Nintendo 3DS                                                        | |
| 2012 | Metal Gear Solid: Social Ops             | Mobiltelefon                                                        | |
| 2012 | Zone of the Enders HD Collection         | PlayStation 3, Xbox 360                                             | |
| 2013 | Metal Gear Rising: Revengeance           | Microsoft Windows, PlayStation 3, Xbox 360                          | A PlatinumGames-szel együttműködésben. |
| 2013 | Metal Gear Solid: The Legacy Collection  | PlayStation 3                                                       | Gyűjtemény, tartalmazza a HD Collectiont, MGS4-et és egy letöltőkódot az eredeti MGS-hez és annak a kiegészítőjéhez.                                                         |
| 2014 | Metal Gear Solid V: Ground Zeroes        | Microsoft Windows, PlayStation 3, PlayStation 4, Xbox 360, Xbox One | |
| 2014 | P.T.                                     | PlayStation 4                                                       | A Silent Hills játszható előzetese, amit a “7780s Studio” álnéven fejlesztett a Kojima Productions; a Konami adta ki.                                                        |
| 2015 | Metal Gear Solid V: The Phantom Pain     | Microsoft Windows, PlayStation 3, PlayStation 4, Xbox 360, Xbox One | Utolsó Kojima Productions játék, amit a Konami adott ki. |
| N/A  | Silent Hills                             | PlayStation 4                                                       | Törölték. |

Kojima Productions (Független stúdióként)
| Év   | Cím               | Platformok                                   | Megjegyzések                                                                                             |
| ---- | ----------------- | -------------------------------------------- | --- |
| 2019 | Death Stranding   | PlayStation 4, Windows, PlayStation 5, macOS | Az első játék ami nem hozható kapcsolatba a Konamival; Sony Interactive Entertainment által lett kiadva. |
| TBA  | Death Stranding 2 | PlayStation 5                                | |
| TBA  | OD                | Xbox                                         | |

## Fordítás
- Ez a szócikk részben vagy egészben  a   Kojima Productions című angol Wikipédia-szócikk fordításán alapul.  Az eredeti cikk szerkesztőit annak laptörténete sorolja fel. Ez a jelzés csupán a megfogalmazás eredetét és a szerzői jogokat jelzi, nem szolgál a cikkben szereplő információk forrásmegjelöléseként.